# Znos
Znos (ang. drift) – zjawisko znoszenia z kursu jednostki pływającej wskutek oddziaływania na nią prądu wody.
W nawigacji zliczeniowej – kąt o jaki znoszony jest statek przez prąd (poprawka na prąd). 
Aby określić kurs jakim statek przemieszcza się nad dnem (kąt drogi nad dnem – KDd) należy do kursu jakim statek płynie po wodzie (kąt drogi po wodzie – KDw) dodać (z odpowiednim znakiem) poprawkę na prąd (pp). Gdy statek znoszony jest z kursu w lewo poprawka na prąd ma znak ujemny, gdy znoszony jest w prawo znak jest dodatni.
```
KDd = KDw + ±pp
```

Znos zwykle uwzględnia się jednak nie rachunkowo, a kreśląc na mapie lub plottingu wektor ruchu statku i graficznie dodając do niego wektor prądu.
W praktyce nawigacyjnej spotyka się dwa przypadki uwzględniania prądu:
- bierne – kiedy to nawigator określając pozycję zliczoną po fakcie uwzględnia działanie prądu; metodę tę stosuje się głównie na otwartych akwenach, gdzie nie występują silne prądy, a dokładne określenie parametrów prądu zwykle nie jest możliwe,
- czynne – gdy nawigator z góry kalkuluje jakim kursem należy sterować, aby przeciwdziałając prądowi osiągnąć zamierzony cel – jest to ważne podczas żeglugi w warunkach występowania silnego prądu, zwłaszcza skierowanego pod dużym kątem względem kursu.

Wobec rozpowszechnienia się również na małych jednostkach nawigacji satelitarnej GPS, nawigacja zliczeniowa jest coraz rzadziej stosowana. Tym niemniej każdy nawigator powinien dobrze znać zasady tradycyjnej nawigacji, aby umieć postępować w razie awarii sprzętu elektronicznego.